# Jiří Smutný (Komponist)

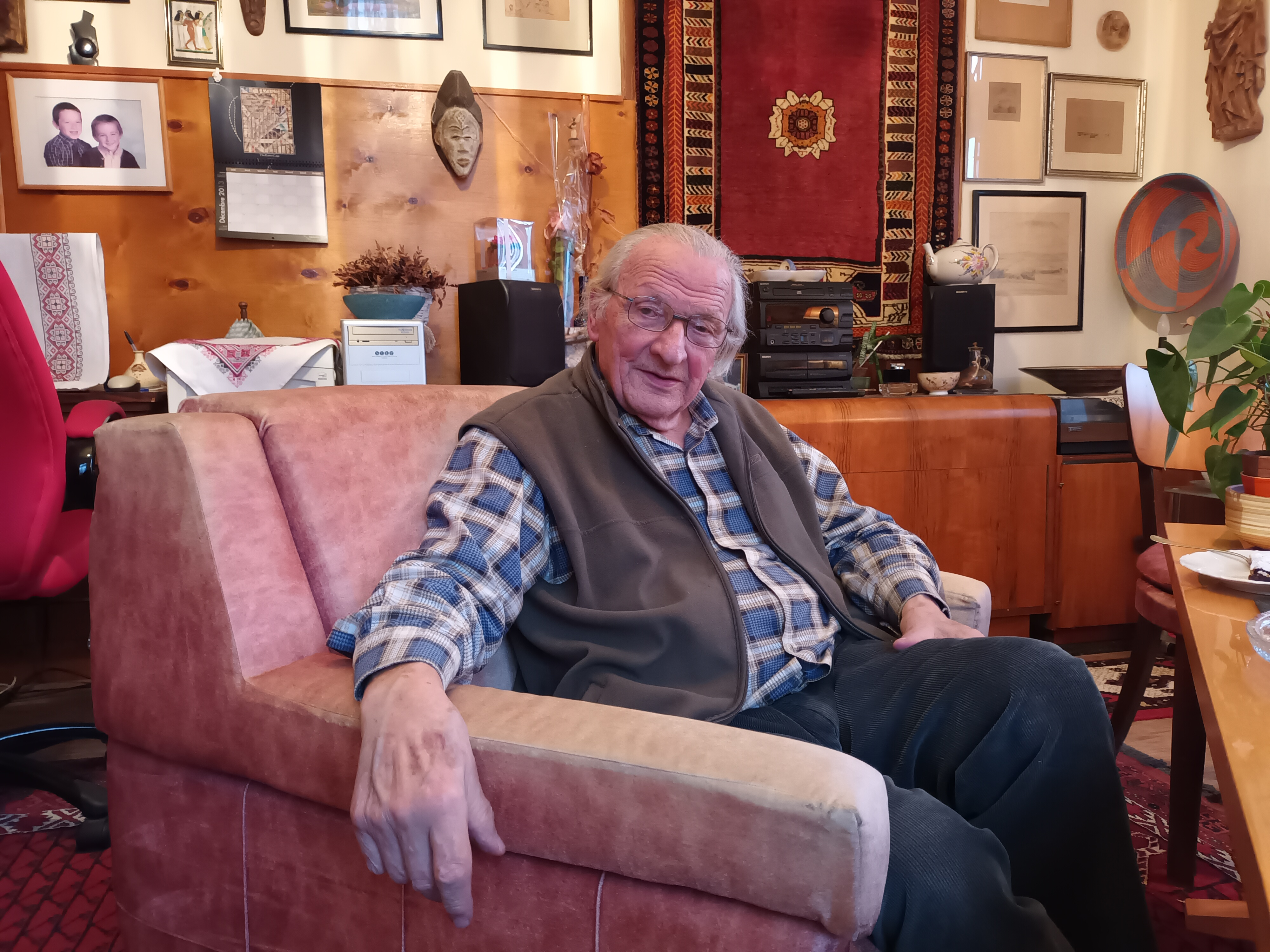
Jiří Smutný, 2022

Jiří Smutný (* 1. April 1932 in Prag) ist ein tschechischer Komponist, Dirigent und Musikpädagoge.
Smutný studierte an der Akademie der musischen Künste in Prag (AMU) Dirigieren bei Václav Smetáček und Robert Brock und Komposition bei Karel Janeček und Emil Hlobil. Nach einem Jahr als Korrepetitor an der AMU war er von 1956 bis 1978 Korrepetitor am Nationaltheater in Prag. Ab 1980 war er Lehrer für Musiktheorie und Dirigent des Orchesters der Musikschule in der Voršilska in Prag. Von 1996 bis 2012 war er Professor für Harmonielehre, Kontrapunkt und musikalische Formlehre am Pablo-Neruda-Gymnasium. Neben vier Opern komponierte Smutný u. a. ein Bassklarinettenkonzert, ein Flöten- und ein Cembalokonzert, eine Sinfonietta für Klavier und Orchester, ein Requiem und weitere Vokalwerke, Kammermusik und Werke für Soloinstrumente.